# Robert Lamartine
Rabert Lamartine (Decize, 1935. június 15. – 1990. január 16.) francia labdarúgó, középpályás.

## Pályafutása
1955 és 1959 között a Stade de Reims csapatában szerepelt, ahol egy-egy francia bajnoki címet és kupagyőzelmet ért el a csapattal. Tagja volt az 1958–59-es idényben BEK-döntős csapatnak. 1959 és 1963 között az Angers SCO, 1963-ban a Montpellier HSC, 1963–64-ben a Stade Rennais labdarúgója volt.

## Sikerei, díjai
Stade de Reims
- Francia bajnokság (Division 1)
  - bajnok: 1957–58
- Francia kupa (Coupe de France)
  - győztes: 1958
- Bajnokcsapatok Európa-kupája (BEK)
  - döntős: 1958–59